# لیدی فینگر (بیسکویت)
لیدی فینگر یا بیسکویت ناپل، بیسکویت‌هایی شیرین با چگالی کم، خشک و بر پایه تخم مرغ هستند که تقریباً شبیه انگشتان بزرگ هستند. این بیسکویت‌ها یک ماده اصلی برای بسیاری از دسرها، مانند ترافل و شارلوت‌ها و تیرامیسو هستند. برای تهیه تیرامیسو معمولاً این بیسکویت‌ها را در شیره شکر یا لیکور یا در اسپرسو خیس می‌کنند.

## تاریخچه

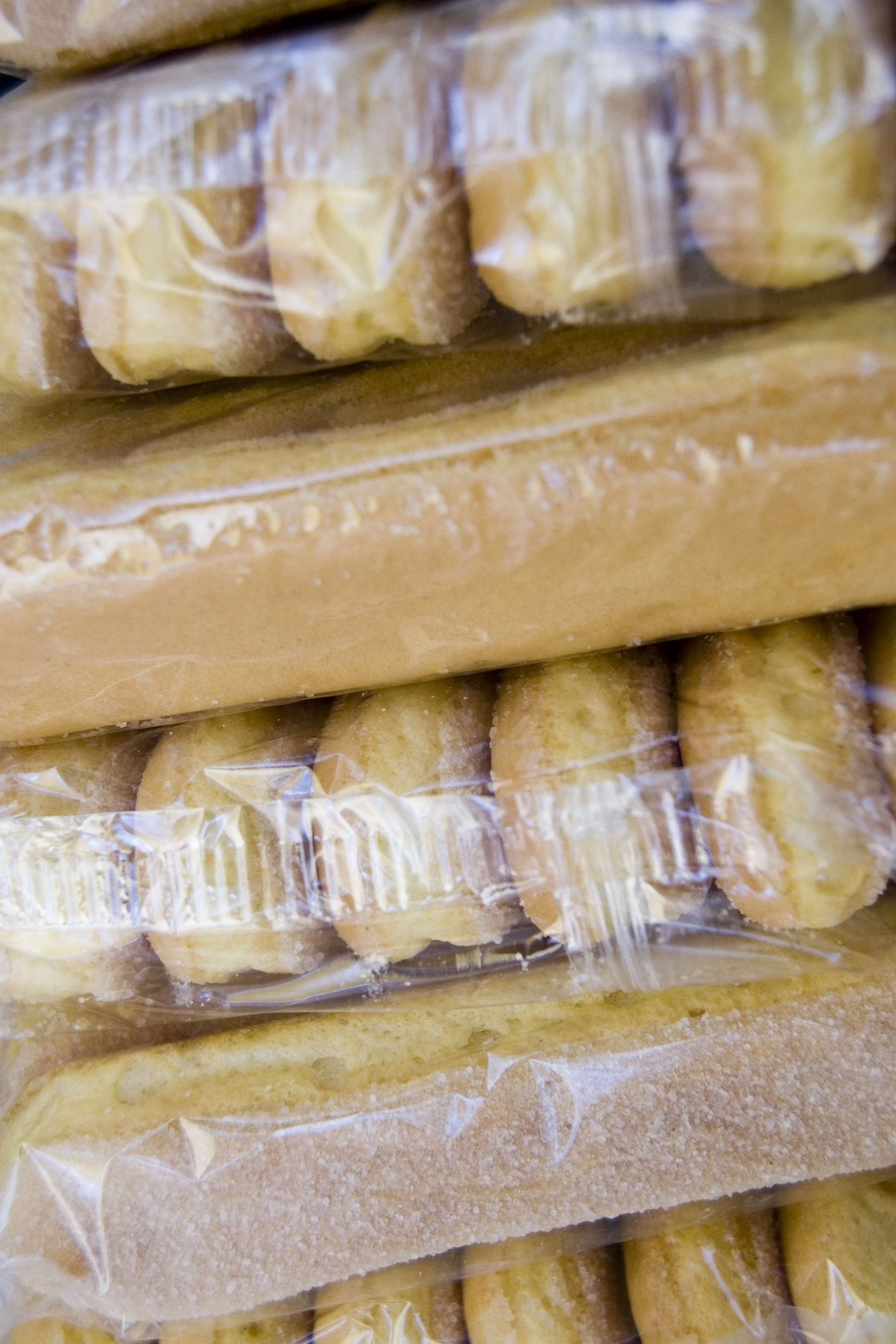
لیدی فینگر در بسته‌های پلاستیکی شفاف

گفته می‌شود که لیدی فینگرها در قرن چهاردهم در دربار کنت‌نشین ساووی به وجود آمدند و به مناسبت دیدار پادشاه فرانسه ساخته شدند. این بیسکویت‌ها توسط اعضای جوان دادگاه مورد قدردانی قرار گرفتند و به عنوان نمونه ای از غذاهای محلی به بازدیدکنندگان ارائه می‌شدند.

## آماده‌سازی

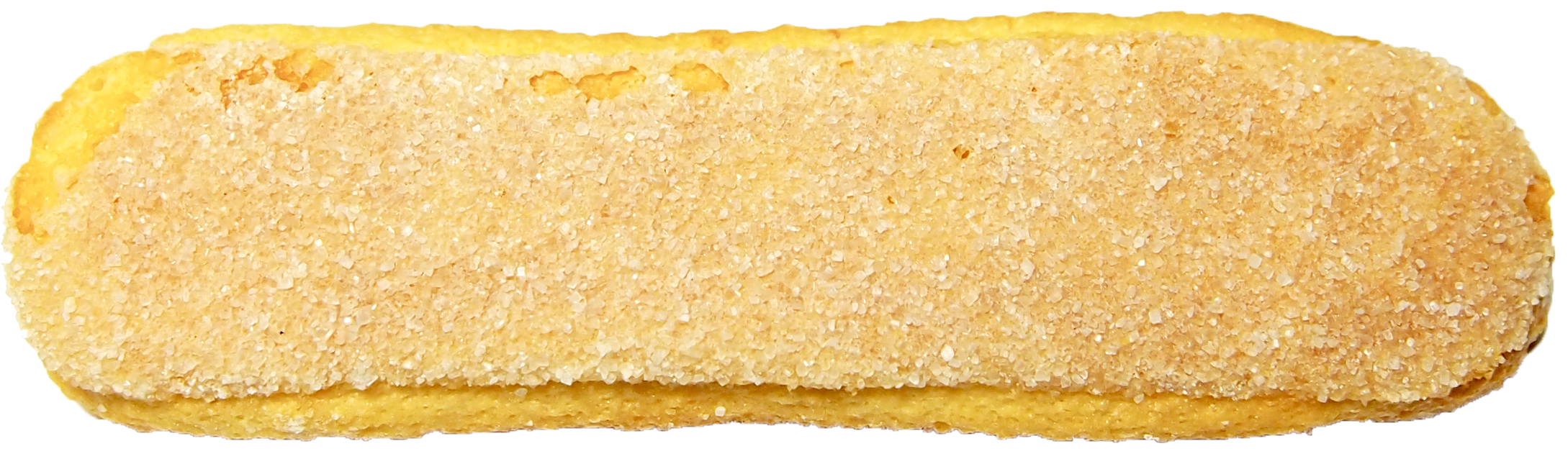
نمای نزدیک از لیدی فینگر ایتالیایی با برند ویچنزوو

مانند دیگر کیک‌های اسفنجی، لیدی‌فینگرها به‌طور سنتی حاوی عامل ورآورنده شیمیایی نیستند و برای بافت «اسفنجی» متکی به هوای موجود در تخم‌مرغ‌ها هستند. با این حال، برخی از مارک‌ها حاوی بی کربنات آمونیوم هستند. سفیده تخم مرغ و زرده تخم مرغ مخلوط شده با شکر معمولاً به‌طور جداگانه زده می‌شود و با آرد مخلوط می‌شود. آنها حاوی آرد بیشتری نسبت به کیک اسفنجی معمولی هستند. این مخلوط از طریق یک ماسوره و قیف قنادی در خطوط کوتاه روی ورقه‌ها ریخته می‌شود.